# عين الزواوي
عين الزواوي هي عين تقع في مدينة المبرز، في محافظة الأحساء، في المملكة العربية السعودية.
سميت بهذا الاسم، نسبة إلى أسرة من  عرش زواوة  هاجرت الى المملكة العربية السعودية، واستقرت في المبرز، في القرن الحادي عشر. ومن ضمن علماؤهم السيد عبد الرحمن الزواوي الإدريسي الحسيني.

## التاريخ
عائلة الزواوي هي عائلة من السادة الأشراف تنحدر في نسبها إلى الحسن بن علي بن أبي طالب، وقد انحدروا من مكة في الحجاز إلى المنطقة الشرقية لمملكة العربية السعودية، في الأحساء، وهناك أسسوا عين الزواوي، وفي تفسير آخر، اسم الزواوي جاء من وجودهم في زوايا الحرم المكي، حيث أنيط بهذه العائلة شرح مناسك الحج والعمرة، وشرح آيات القرآن للحجاج والمعتمرين، وأما اسم العائلة الأصلي فهو الإدريسي الحسني.